# Burgstall Rohrberg
Der Burgstall Rohrberg liegt in dem niederbayerischen Markt Hengersberg im Landkreis Deggendorf. 
Die abgegangene Gipfelburg liegt etwa 720 m nordöstlich der Burg Hengersberg und ist heute von der Pfarrkirche St. Michael überbaut.
Die Anlage wird als Bodendenkmal unter der Aktennummer D-2-7244-0155 im Bayernatlas als „vermutlich mittelalterlicher Vorgängerbau sowie untertägige frühneuzeitliche Teile der Kath. Pfarrkirche St. Michael auf dem Rohrberg an der Stelle eines ehem. mittelalterlichen Burgstalles“ geführt.

## Beschreibung
Die Entstehung der hochmittelalterlichen Burg auf dem Rohrberg ist umstritten. Nach einer Ansicht gehen der unterste Turmteil der Pfarrkirche St. Michael sowie ein Eckstein der heutigen Kirche auf diese Vorgängerburg zurück, auch von einem unter dem Volksaltar liegenden ehemaligen Burgbrunnen wird berichtet. Angeführte schriftliche Hinweise sollen sich auf die Burg Hengersberg auf dem benachbarten Frauenberg beziehen, die archäologisch sicher nachgewiesen ist.

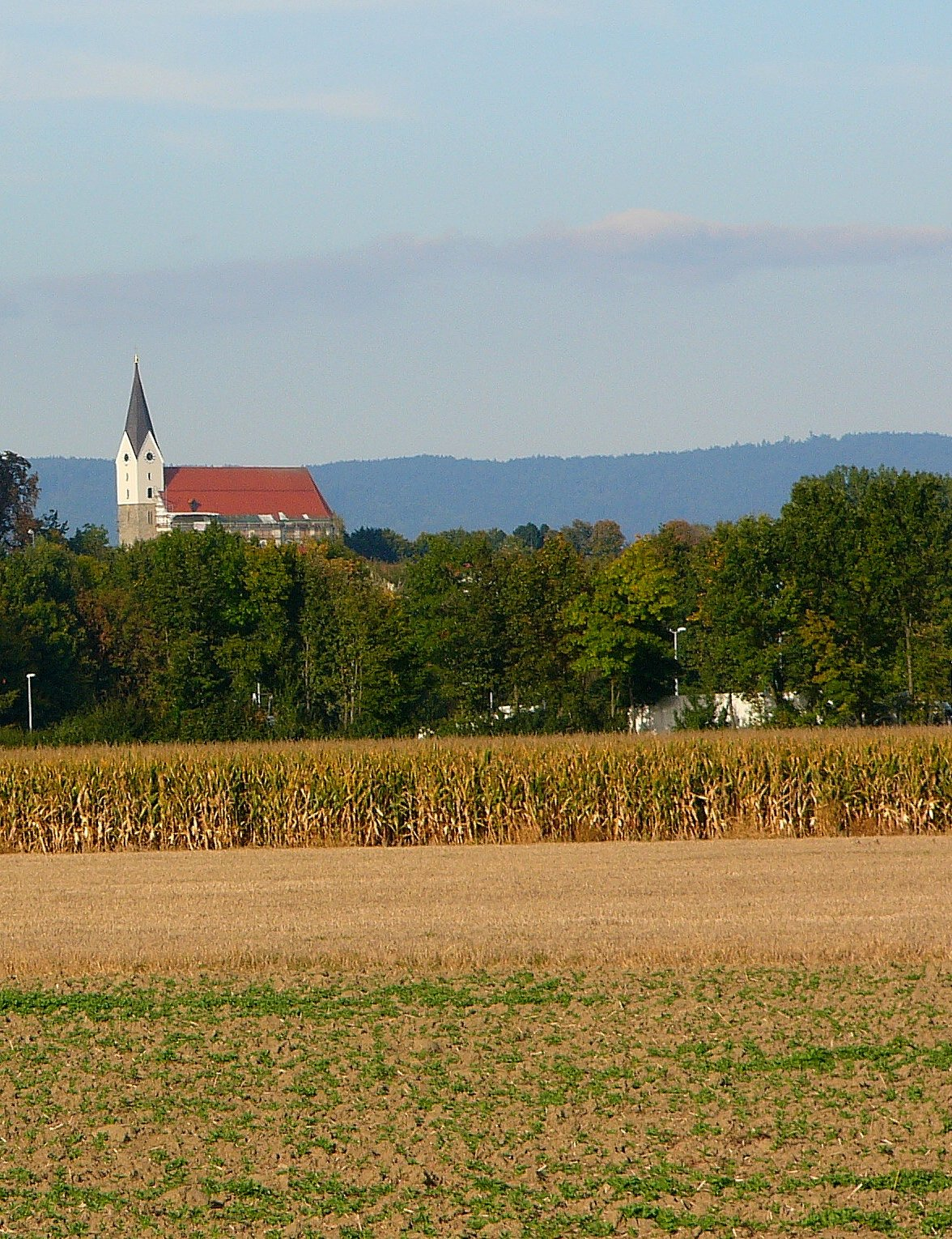
Pfarrkirche St. Michael auf den Rohrberg (2012)

## Geschichte
Dieser Berg soll ebenso wie der Frauenberg von Abt Gotthard gerodet worden sein. Um die Mitte des 12. Jahrhunderts errichtete auf dem Plateau des Berges Altmann Helingersberg eine Burg. Dessen 9 m tiefer Brunnen ist noch erhalten. 1212 vermachte er die Burg dem Kloster Niederaltaich. 1534 ist diese völlig verschwunden, denn bei einem Kaufvertrag ist nur mehr von einem „Gozhaus auf dem Rohrberg“ die Rede.